# Giro dell'Emilia 1909
Il Giro dell'Emilia 1909, prima storica edizione della corsa, si svolse il 5 settembre 1909 su un percorso di 340 km. La vittoria fu appannaggio dell'italiano Eberardo Pavesi, che completò il percorso in 11h24'15", precedendo i connazionali Giuseppe Brambilla e Luigi Ganna.
I corridori tagliarono il traguardo di Bologna furono 26.

## Ordine d'arrivo (Top 10)
| Pos. | Corridore          | Squadra       | Tempo     |
| ---- | ------------------ | ------------- | --------- |
| 1    | Eberardo Pavesi    | Atala-Dunlop  | 11h24'15" |
| 2    | Giuseppe Brambilla | Atala-Dunlop  | s.t.      |
| 3    | Luigi Ganna        | Atala-Dunlop  | a 26'02"  |
| 4    | Octave Lapize      | Biguet-Dunlop | s.t.      |
| 5    | Dario Beni         | Peugeot       | s.t.      |
| 6    | Angelo Erba        | -             | s.t.      |
| 7    | Giovanni Cervi     | Fox-Pirelli   | s.t.      |
| 8    | Alfonso Calzolari  | -             | a 37'47"  |
| 9    | Canzio Brasey      | -             | a 37'48"  |
| 10   | Edoardo Turchi     | OTAV          | s.t.      |